# Francis Obafemi Adesina
Francis Obafemi Adesina (ur. 28 stycznia 1964 w Wenchi) – nigeryjski duchowny rzymskokatolicki, od 2019 biskup Ijebu-Ode.

## Życiorys
Urodził się 28 stycznia 1964 w mieście Wenchi w centralnej Ghanie, jednak posiada nigeryjskie obywatelstwo. 
Ukończył studia filozoficzno-teologiczne w Seminarium Świętych Piotra i Pawła w Ibadanie. Następnie uzyskał licencjat z teologii biblijnej w Papieskim Instytucie Biblijnym i doktorat na Papieskim Uniwersytecie Urbaniana w Rzymie. Od 2013 był rektorem Seminarium Świętych Piotra i Pawła w Ibadanie.
Święcenia kapłańskie otrzymał 14 października 1989 i został inkardynowany do diecezji Oyo, a w 1995 do nowo utworzonej diecezji Osogbo. 17 stycznia 2019 papież Franciszek mianował go biskupem Ijebu-Ode. Sakry udzielił mu 25 kwietnia 2019 arcybiskup Alfred Martins.